# 炎 (ザ・クロマニヨンズの曲)
「炎」（ほのお）は、日本のロックバンド、ザ・クロマニヨンズの12枚目のシングルである。2012年12月12日、自身のレーベルHAPPY SONG RECORDSからリリース。

## 解説
- 前作から7ヶ月振りのシングル。
- 初回生産限定盤には、「ここでしか見られない！スタジオライブ！」DVDが特典としてつく。

## 収録曲
1. 炎（2:41）
  - 作詞・作曲：甲本ヒロト
2. とがってる（2:06）
  - 作詞・作曲：真島昌利

全編曲：ザ・クロマニヨンズ

## 参加アーティスト
- 甲本ヒロト
- 真島昌利
- 小林勝
- 桐田勝治